# Pomník padlým v 1. světové válce (Plotiště nad Labem)
 Pomník padlým v 1. světové válce v Plotištích nad Labem je pískovcový pomník, který byl odhalen 13. srpna 1922.

## Popis pomníku
Na pískovcovém soklu ve tvaru kvádru s reliéfní branou nesenou dvěma dórskými sloupy, spočívá na dvou odstupněných deskách socha mladého nahého muže. nakročený muž se otáčí a zápasí s orlem, heraldickým znamením Rakouské monarchie . Po stranách i vzadu na soklu jsou uvedena jména padlých 
(„OBĚTEM SVĚTOVÉ VÁLKY 1914-1918. BATĚK FRANT., BEDNÁŘ JAN, BEDNÁŘ JOS., BORTLÍK RUD., BUĎÁREK ANT., CYRIUS JAN, CYRIUS JOSEF, ČELIŠ FRANT., DAVID JOSEF, DOLEŽAL FRANT., HÁLA FRANT., HALMICH KAR., HLAVATÝ JOS., HRNČÍŘ JOS., HRONEŠ FRANT., JANDA FRANT., JARKOVSKÝ F., JARKOVSKÝ J., JEDLINSKÝ J., JELEN VÁCLAV, JENČEK JOS., KLÍMA VÁCLAV, KOMÁREK FR., KOMÁREK J., KOMÁREK J., KONÁŠ ANT., KOTRČ BOH., KOUDELA JAN, KREČ ADOLF, MALINA JAR., MÁLEK ANT., NEDVÍDEK J., NOVÁK ANT., PAPOUŠEK FR., PIROUTEK FR., PROUZA JAN, PROUZA STAN., SCHEJBAL FR., SLÁMA ANT., STANĚK JOS., HORÁK FRANT., MALÝ JOSEF, MRŠTÍK JOS., NOVÁK VÁCLAV, SOUČEK FR., SOUČEK RUD., STŘEMCHA J., SVOBODA FR., SVOBODA J., ŠMÍD VÁCLAV, ŠRÁMEK AL., TOMÁŠEK B., VACH JAN, VESELÝ JAN, ZÁBRODSKÝ J., ZEBIŠ MILAN, ZELENDA JOS., ZELENDA JOS., ŽOČEK JOS., BARTONÍČEK JOS., NOVOTNÝ AL., PFAF JOSEF)

na pomníku nenalezena jména, která tam též patří 
ČAPEK FR., HOVORKA FR., MALINA FR., PAŠTIKA JOS., SIRŮČEK VÁCLAV, ŠEREDA J., ŠTEFEN JOSEF, SCHMIDT VÁCLAV, ŘÍHA JOSEF, VOBORNÍK KAREL, VOBORNÍK RUDOLF“

 Autorem pomníku je sochař Václav Škoda, který žil v letech 1870–1937 a provozoval v Hradci Králové sochařskou a kamenickou firmu. 

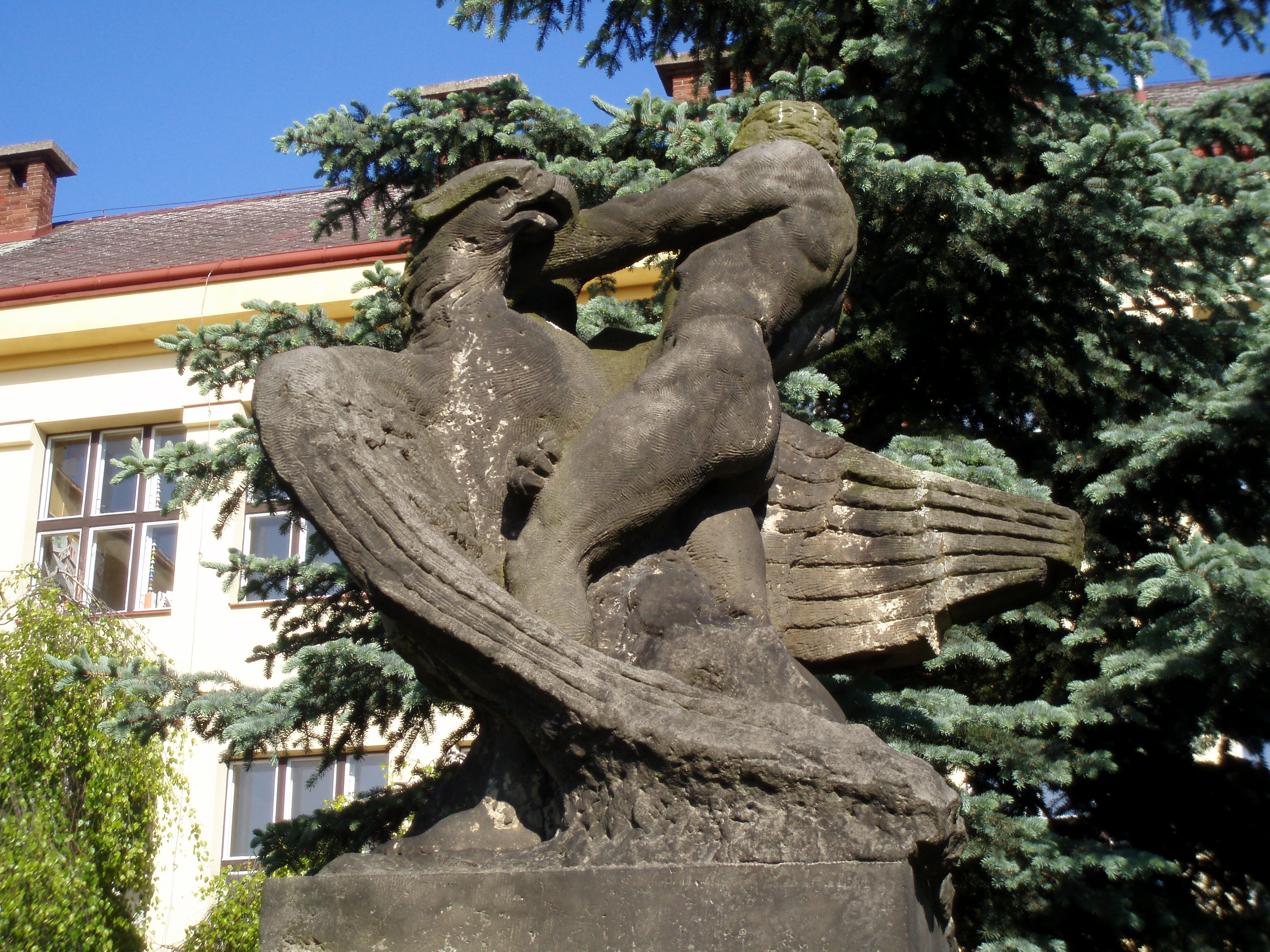
Detail sochy

## Historie
Válečná mašinérie a s ní spojené lidské tragédie podnítily místní obyvatele k nápadu postavit pomník padlým spoluobčanům ještě před skončením 1. světové války. 15. ledna 1917 totiž bylo v obecní schůzi jednáno o postavení pomníku padlým vojínům na hřbitově, ale k uskutečnění tohoto plánu nakonec nedošlo.
Tento nápad byl znovu oprášen po vzniku ČSR. 8. října 1921 se obecní zastupitelstvo rozhodlo uskutečnit tuto myšlenku z výtěžku sbírek a 50 h poplatků ze vstupenek do zábav. Do konce téhož roku se sešlo celkem 8 410 Kč, což znamenalo dostatečné zajištění k vybudování pomníku.
Úprava místa navážkou obecního pozemku při cestě do Důchoda u čp. 149 a jeho oplocení si vyžádalo kolem 10 000 Kč. V předvečer odhalení sehrál dramatický odbor místního Sokola divadelní hru „Spasitelka“ od Karla Ludvíka Macháče, přičemž režie se ujal František Pišl. K odhalení pomníku došlo 13. srpna 1922. Slavnost byla zahájena alegorickým průvodem. Za účasti čestné roty pěšího pluku č. 4 Prokopa Velikého z Hradce Králové a vojenské hudby téhož pluku promluvil major Slonek z Hradce Králové. Hrubý příjem ze slavnosti činil 13 170,70 Kč.
V roce 1931 byl pomník rozebrán, protože na jeho místě vznikla následně hala nové školní budovy, s jejíž stavbou bylo započato 7. září téhož roku. Prozatímně byl uložen v kůlně při domě čp. 149. Teprve následujícího roku ho firma Václava Škody z Hradce Králové postavila před budovou Masarykovy obecné školy, kde stojí dodnes.

## Autor pomníku
Václav Škoda ve 20. a 30. letech 20. století v Hradci Králové, v Pospíšilově ulici 506, vedl sochařskou a kamenickou firmu, která dodávala především funerální plastiku a náhrobky.